# 1956년 뉴욕 영화 비평가 협회상
제22회 뉴욕 영화 비평가 협회상은 1956년 영화를 대상으로 하는 시상식이다.

## 수상 및 후보

### 작품상
- 80일간의 세계일주

### 감독상
- 백경 - 존 휴스턴 수상

### 각본상
- 80일간의 세계일주 - S.J. 페럴맨 수상

### 여우주연상
- 아나스타샤 - 잉그리드 버그만 수상

### 남우주연상
- 열정의 랩소디 - 커크 더글러스 수상

### 외국영화상
- 길